# Karlheinz Böhm
Karlheinz Böhm, noto anche come Carl Boehm (Darmstadt, 16 marzo 1928 – Grödig, 29 maggio 2014), è stato un attore, attivista e filantropo austriaco.

## Biografia
Figlio di Karl Böhm, celebre direttore d'orchestra austriaco, e della cantante lirica Thea Linhard, Karlheinz Böhm raggiunse la notorietà negli anni cinquanta interpretando la serie di film incentrati sui regnanti austriaci Francesco Giuseppe e Sissi, al fianco di Romy Schneider, e sotto la direzione del regista Ernst Marischka. Tra i personaggi da lui interpretati in questo periodo è da ricordare quello del musicista Franz Schubert in La casa delle tre ragazze (1958).

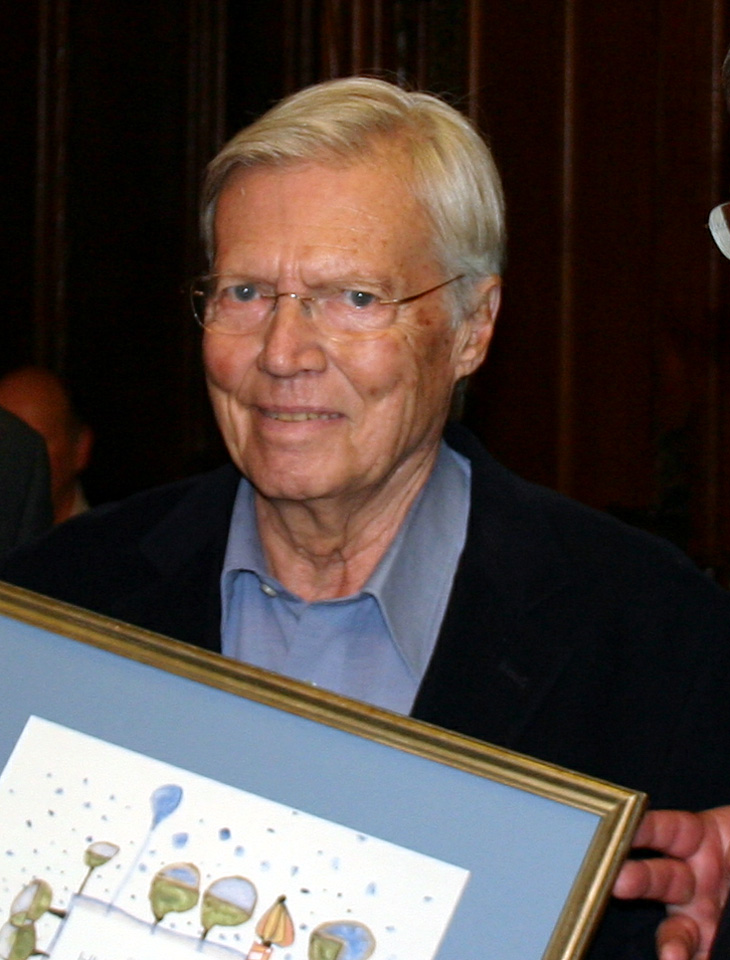
Karleinz Böhm nel 2008

Nel 1960, con il nome di Carl Boehm, l'attore interpretò un complesso ruolo negativo, quello del cameraman voyeur e assassino protagonista del film britannico L'occhio che uccide (1960) di Michael Powell, pellicola che, malgrado le critiche ricevute per la scabrosità della trama, contribuì a imporre l'attore all'attenzione internazionale.
Per alcuni anni Böhm sfruttò la notorietà conquistata, partecipando a importanti produzioni statunitensi, come I quattro cavalieri dell'Apocalisse (1962) di Vincente Minnelli, il biografico Avventura nella fantasia (1962), in cui impersonò il favolista e scrittore Jacob Grimm a fianco di Laurence Harvey e Claire Bloom, e la commedia sentimentale Appuntamento fra le nuvole (1963), mentre in Francia recitò nell'avventura di spionaggio Rififi a Tokyo (1963). Negli anni successivi decise di passare al teatro e, nel 1968, la sua esistenza ebbe una svolta dopo che egli scoprì la miseria e la disperazione delle popolazioni africane a cui decise successivamente di dedicare un'associazione internazionale chiamata "Menschen für Menschen", fondata nel 1981 allo scopo di combattere la povertà in Etiopia. Non abbandonò comunque mai del tutto il cinema, continuando a recitare anche per celebri autori, come il regista Rainer Werner Fassbinder nei film Effi Briest (1974) Il diritto del più forte (1975) e Il viaggio in cielo di mamma Kusters (1975).
Per la sua dedizione e il suo impegno nel volontariato, Böhm ottenne nel 2007 il Premio Balzan per l'umanità, la pace e la fratellanza fra i popoli.
Massone, fu membro della loggia di Monaco "Zur Kette". 
Da tempo affetto dalla malattia di Alzheimer, morì nel 2014 a 86 anni.

## Vita privata
Fu sposato quattro volte ed ebbe sette figli: tra essi, l'attrice Katharina Böhm, nota al pubblico italiano per il ruolo di Livia nella serie televisiva Il commissario Montalbano, e Sissi Böhm, il cui figlio Florian Böhm ha interpretato Mike Dreschke nella soap tedesca Tempesta d'amore.

## Filmografia parziale

### Cinema

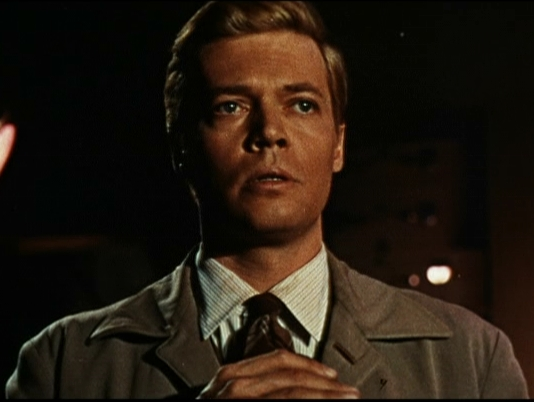
Karlheinz Böhm in L'occhio che uccide (1960)

- Höllische Liebe, regia di Géza von Cziffra (1949)
- La mandragora (Alraune), regia di Arthur Maria Rabenalt (1952)
- Die Sonne von St. Moritz, regia di Arthur Maria Rabenalt (1954)
- Die heilige Lüge, regia di Wolfgang Liebeneiner (1954)
- La principessa Sissi (Sissi), regia di Ernst Marischka (1955)
- Dunja, la figlia della steppa (Dunja), regia di Josef Von Báky (1955)
- Kitty (Kitty und die große Welt), regia di Alfred Weidenmann (1956)
- Sissi - La giovane imperatrice (Sissi - Die junge Kaiserin), regia di Ernst Marischka (1956)
- Gli amanti del Pacifico (Blaue Jungs), regia di Wolfgang Schleif (1957)
- Destino di una imperatrice (Sissi - Schicksalsjahre einer Kaiserin), regia di Ernst Marischka (1957)
- La casa delle tre ragazze (Das Dreimäderlhaus), regia di Ernst Marishka (1958)
- La Paloma, regia di Paul Martin (1959)
- L'occhio che uccide (Peeping Tom), regia di Michael Powell (1960)
- L'ombra a mezzanotte (Too Hot to Handle), regia di Terence Young (1960)
- Il magnifico ribelle (The Magnificent Rebel), regia di Georg Tressler (1962)
- I quattro cavalieri dell'Apocalisse (The 4 Horsemen of the Apocalypse), regia di Vincente Minnelli (1962)
- L'amore impossibile (La croix des vivants), regia di Ivan Govar (1962)
- Avventura nella fantasia (The Wonderful World of the Brothers Grimm), regia di Henry Levin e George Pal (1962)
- Appuntamento fra le nuvole (Come Fly with Me), regia di Henry Levin (1963)
- Rififi a Tokyo (Rififi à Tokyo), regia di Jacques Deray (1963)
- L'Heure de la vérité, regia di Henri Calef (1965)
- Suspense a Venezia (The Venetian Affair), regia di Jerry Thorpe (1967)
- Effi Briest (Fontane Effi Briest), regia di Rainer Werner Fassbinder (1974)
- Il diritto del più forte (Faustrecht der Freiheit), regia di Rainer Werner Fassbinder (1975)
- Il viaggio in cielo di mamma Kusters (Mutter Küsters' Fahrt zum Himmel), regia di Rainer Werner Fassbinder (1975)

### Televisione
- La legge di Burke (Burke's Law) – serie TV, episodio 1x05 (1963)
- Il virginiano (The Virginian) – serie TV, episodio 1x24 (1963)
- Martha, regia di Rainer Werner Fassbinder – film TV (1974)

## Doppiatori italiani
Nelle versioni in italiano dei suoi lavori, Karlheinz Böhm è stato doppiato da:
- Pino Locchi in  La principessa Sissi, Sissi, la giovane imperatrice e Sissi - Il destino di un'imperatrice (doppiaggi originali)
- Claudio Capone in La principessa Sissi, Sissi, la giovane imperatrice e Sissi - Il destino di un'imperatrice (ridoppiaggi)
- Nando Gazzolo in I quattro cavalieri dell'Apocalisse, Appuntamento fra le nuvole
- Carlo Sabatini in L'occhio che uccide
- Cesare Barbetti in Avventura nella fantasia
- Sergio Tedesco in Suspense a Venezia
- Pierangelo Civera in Effi Briest
- Oreste Rizzini in Martha (doppiaggio tardivo)